# Proces ergodyczny
Proces ergodyczny (stacjonarny proces ergodyczny z gr. ἔργον „praca” i ὁδός „droga”) – proces stacjonarny, dla którego wartości parametrów statystycznych po zbiorze realizacji (czyli wartość średnia, wariancja i funkcja autokorelacji) są równe wartościom tych parametrów z jego dowolnej realizacji czasowej.
Proces jest ergodyczny, gdy spełnia warunek:
{\displaystyle \lim _{T\to \infty }E\,{\Bigg \{}{\bigg [}{\frac {1}{T}}\int \limits _{t_{0}}^{t_{0}+T}\,X(t)dt-{m_{x}}{\bigg ]}^{2}{\Bigg \}}=0,}
gdzie:
{\displaystyle T} – dł. przedziału uśredniania,
{\displaystyle t_{0}} – dowolna chwila procesu uśredniania,
{\displaystyle m_{x}} – stała wartość oczekiwana procesu {\displaystyle X(t).}

## Wnioski
1. Ergodyczność procesu oznacza, że charakterystyki wyznaczone z realizacji w danym czasie są w pełni równoważne charakterystykom wyznaczonym z realizacji w danych miejscach (po zbiorze realizacji).
2. Tylko procesy stacjonarne mogą wykazywać cechę ergodyczności. (UWAGA: proces stacjonarny nie musi być ergodyczny!).